# Баданин, Василий Иванович
Василий Иванович Баданин (14 марта 1920, Никольский район, Северо-Двинская губерния — 20 сентября 1994, Шилка, Читинская область) — красноармеец Рабоче-крестьянской Красной Армии, участник Великой Отечественной войны, Герой Советского Союза (1944).

## Биография
Василий Баданин родился 14 марта 1920 года в деревне Великодворский Починок (ныне урочище Великодворское на территории Завражинского сельского поселения Никольского района Вологодской области) в крестьянской семье. После окончания трёх классов начальной школы в городе Бийске Алтайского края работал старателем. В 1940 году был призван на службу в Рабоче-крестьянскую Красную Армию. С 1941 года — на фронтах Великой Отечественной войны. Был стрелком 78-го гвардейского стрелкового полка 25-й гвардейской стрелковой дивизии 6-й армии Юго-Западного фронта. Отличился во время битвы за Днепр.
В ночь с 25 на 26 сентября 1943 года в составе группы гвардии красноармеец Баданин переправился через Днепр для захвата плацдарма севернее села Войсковое Солонянского района Днепропетровской области. Ворвавшись в траншею противника, Баданин огнём прикрывал переправу основной группы. Укрепившись на важной высоте, отряд, в число которого входил и Баданин, отразил пять немецких контратак. В бою он подбил из противотанкового ружья немецкий танк.
Указом Президиума Верховного Совета СССР от 19 марта 1944 года гвардии красноармеец Василий Баданин был удостоен высокого звания Героя Советского Союза с вручением ордена Ленина и медали «Золотая Звезда».
В апреле 1944 года получил тяжёлое ранение, после чего был демобилизован. Работал строгальщиком в Шилкинском паровозном депо в Читинской области. В 1953 году вступил в КПСС. 
Умер 20 сентября 1994 года.

## Награды
Был также награждён орденами Красного Знамени и Отечественной войны 1-й степени, а также рядом медалей. 

## Память
В 1995 году в Шилке в честь Баданина была названа улица.